# 폴 리비어
폴 리비어(Paul Revere, 1735년 1월 1일 ~ 1818년 5월 10일)는 미국의 은세공업자이며, 미국 독립 전쟁 중에는 애국자로 활동했다. 렉싱턴 콩코드 전투의 전령 역할을 했던 것으로 잘 알려져있다. 

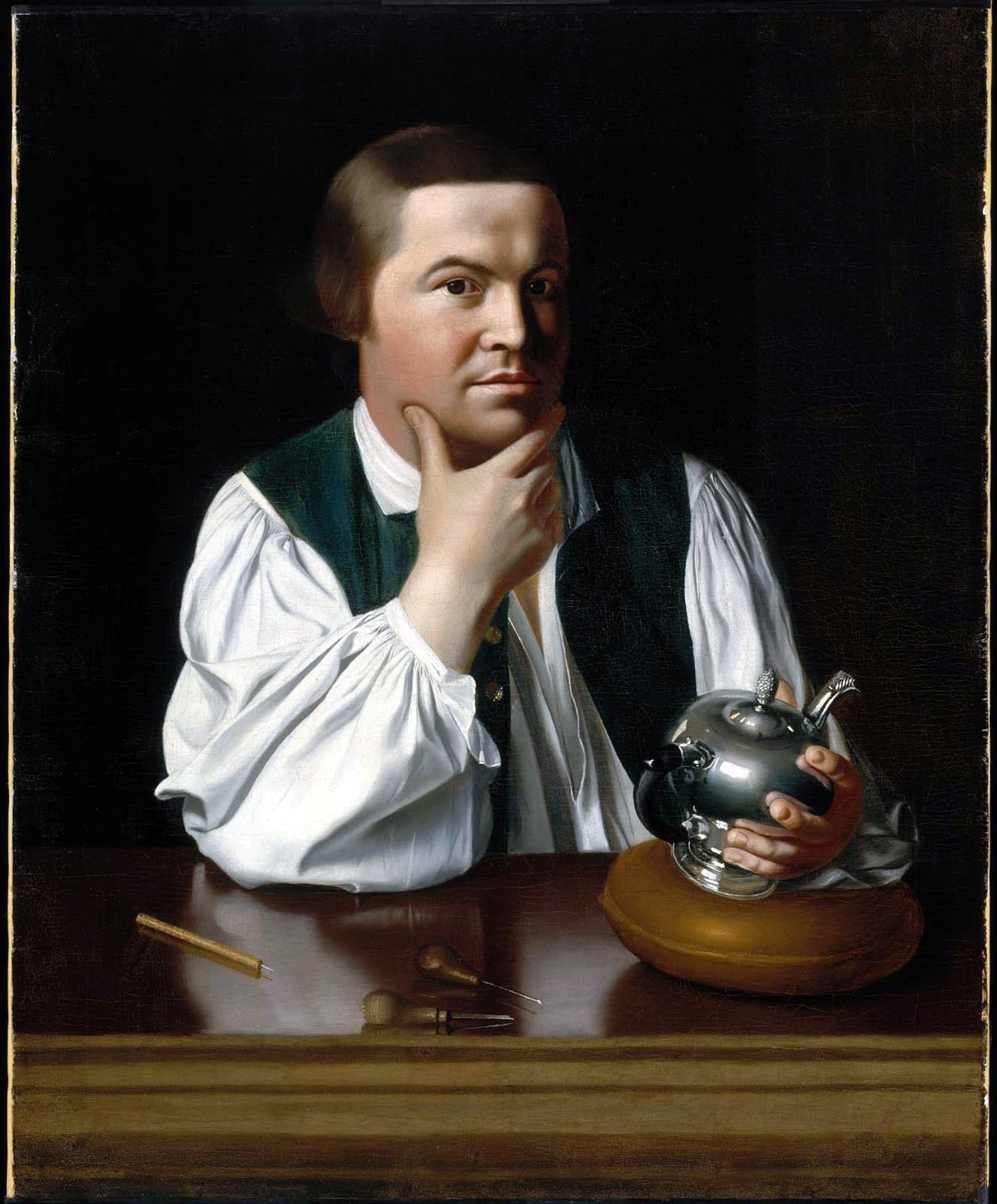
존 싱글턴 코플리가 그린 폴 리비어의 초상화
폴 리비어
출생 1735년 1월 1일
사망 1818년 5월 10일 (83 세)
배우자 사라 오른 (1757–1773)레이첼 워커 (1773–1813)

## 전쟁 전 활동
폴 리비어는 1735년 1월 1일 보스턴에서 12명의 자식중 3남으로 태어났으나 형들이 모두 죽어 장남이 되었다. 그의 부모님은 청교도였지만 그는 잉글랜드 성공회에 더 관심이 있었고 이때문에 아버지와 사이가 좋지 않았다. 경제적으로 열악했기 때문에 프렌치 인디언 전쟁 중 군에 입대하기도 했다. 그러나 얼마 지나지 않아 보스턴으로 돌아와 은세공업을 시작했다. 이때 첫번째 아내인 사라 오른과 결혼했다.

## 미국 독립전쟁
미국 독립전쟁 당시에는 메사추세츠 민병대 장교로 활동했으며 민병대 연락위원회 소속이기도 했다. 1775년 4월 18일 메사추세츠 영국군 총독인 게이지 장군은 콩코드의 탄약 창고를 야간 기습하기로 결정했다. 이를 알게 된 폴 리비어는 민명대 지도자들에게 사실을 알렸고 덕분에 민병대는 렉싱턴 콩코드 전투에서 승리할 수 있었다. 그의 활약은 미국의 시인 헨리 워즈워스 롱펠로의 시 <혁명의 전령 폴 리비어>에도 등장한다. 그러나 그의 역할과 행동이 영웅 만들기를 통해 실제보다 과장되었다는 역사가들의 주장도 적지 않다.

## 전쟁 이후
독립전쟁이 끝난 후 리비어는 다시 자신의 사업인 은세공업으로 돌아갔다. 이후에 철강 등으로 사업을 키우게 되고 크게 성공했으며, 그가 설립한 회사인 Revere Copper Company는 아직까지도 남아있다. 그의 생가는 1908년 폴 리비어 하우스라는 박물관으로 사용되고 있다,